# Melocactus bellavistensis
Melocactus bellavistensis é uma espécie botânica de plantas da família das Cactaceae. É endêmica do Equador e do Peru. É uma espécie rara na vida silvestre.
É uma planta perene carnuda e armados com espinhos globosa-piramidais, de cor verde e com as flores de cor rosa.

## Sinonimia
- Melocactus onychacanthus